# Lohen im Manteler Forst mit Schießlweiher und Straßweiherkette
Lohen im Manteler Forst mit Schießlweiher und Straßweiherkette este o arie protejată (arie specială de conservare — SAC, sit de importanță comunitară — SCI) din Germania întinsă pe o suprafață de 766,94 ha, integral pe uscat.

## Localizare
Centrul sitului Lohen im Manteler Forst mit Schießlweiher und Straßweiherkette este situat la coordonatele 49°42′11″N 11°59′43″E / 49.7031°N 11.9953°E.

## Înființare
Situl Lohen im Manteler Forst mit Schießlweiher und Straßweiherkette a fost declarat sit de importanță comunitară în martie 2001 pentru a proteja 7 specii de animale. Situl a fost protejat și ca arie specială de conservare în aprilie 2016.

## Biodiversitate
Situată în ecoregiunea continentală, aria protejată conține 9 habitate naturale: Ape stătătoare oligotrofe până la mezotrofe, cu vegetație de Littorelletea uniflorae și/sau de Isoëto-Nanojuncetea, Lacuri eutrofice naturale cu vegetație de tip Magnopotamion sau Hydrocharition, Lacuri și iazuri distrofice naturale, Pajiști uscate europene, Mlaștini oligotrofe degradate, capabile încă de regenerare naturală, Mlaștini turboase de tranziție și turbării mișcătoare, Depresiuni pe substraturi de turbă de Rhynchosporion, Mlaștini împădurite, Păduri aluvionare cu Alnus glutinosa și Fraxinus excelsior (Alno-Padion, Alnion incanae, Salicion albae).
La baza desemnării sitului se află mai multe specii protejate:
- păsări (2): caprimulg (Caprimulgus europaeus), ciocârlie de pădure (Lullula arborea)
- amfibieni (1): triton cu creastă (Triturus cristatus)
- mamifere (2): castor (Castor fiber), liliac cu urechi mari (Myotis bechsteinii)
- nevertebrate (2): libelule (Leucorrhinia pectoralis), phengaris nausithous (Maculinea nausithous)

Pe lângă speciile protejate, pe teritoriul sitului au mai fost identificate 1 specie de amfibieni.